# Halichoeres bivittatus
Halichoeres bivittatus, comúnmente conocido como "doncella rayada" es una especie de peces de la familia Labridae en el orden de los Perciformes.

## Morfología
Los machos pueden llegar alcanzar los 35 cm de longitud total.

## Distribución geográfica
Se encuentra desde Carolina del Norte (Estados Unidos) y Bermuda hasta el Brasil.